# Metacatharsius trianguliceps
Metacatharsius trianguliceps är en skalbaggsart som beskrevs av Vladimir Balthasar 1965. Metacatharsius trianguliceps ingår i släktet Metacatharsius och familjen bladhorningar. Inga underarter finns listade i Catalogue of Life.